# You (Regard, Troye Sivan e Tate McRae)
You è un singolo del DJ kosovaro Regard, del cantante australiano Troye Sivan e della cantante canadese Tate McRae, pubblicato il 16 aprile 2021.

## Pubblicazione
Sivan e McRae hanno pubblicato un'anteprima del brano su TikTok il 1º aprile 2021, aggiungendo che «qualcosa di nuovo era in arrivo». Successivamente, nello stesso giorno, Regard ha pubblicato un'altra anteprima sul suo canale YouTube, confermando la collaborazione tra i tre artisti. Il 9 aprile successivo Sivan ha svelato la data di pubblicazione assieme a parte del testo del brano su Instagram.

## Descrizione
Billboard ha descritto You come una traccia pop «rimbalzante».

## Video musicale
Il video musicale, diretto da Courtney Phillips, è stato reso disponibile il 27 maggio 2021 sul canale YouTube di Regard.

## Tracce
Testi e musiche di Dardan Aliu, Troye Sivan, Tate McRae, Frederik Castenschiold Eichen, Koda, Isaac Sakima e Thomas Mann.
Download digitale, streaming
1. You – 3:53

Download digitale, streaming – Topic Remix
1. You (Topic Remix) – 2:37

Download digitale, streaming – Acoustic
1. You (Acoustic) – 3:34

Download digitale, streaming – KC Lights Remix
1. You (KC Lights Remix) – 3:11

## Formazione
Musicisti
- Troye Sivan – voce
- Tate McRae – voce
- Koda – cori
- Dipesh Parmar – editing, programmazione
- Regard – strumentazione

Produzione
- Regard – produzione
- David Cook – produzione vocale
- Splash of Soda – produzione vocale, ingegneria del suono
- Dave Kutch – mastering
- Alex Ghenea – missaggio
- Styalz – registrazione, ingegneria del suono
- David Cook – ingegneria del suono

## Classifiche

### Classifiche settimanali
| Classifica (2021) | Posizione massima |
| ----------------- | ----------------- |
| Belgio (Fiandre)  | 50                |
| Canada            | 38                |
| Croazia           | 51                |
| Irlanda           | 50                |
| Lituania          | 43                |
| Paesi Bassi       | 30                |
| Regno Unito       | 46                |
| Singapore         | 25                |
| Stati Uniti       | 58                |
| Svezia            | 68                |

### Classifiche di fine anno
| Classifica (2021) | Posizione |
| ----------------- | --------- |
| Canada            | 90        |

## Date di pubblicazione
| Paese       | Data           | Formato                      | Etichetta         | Nota   |
| ----------- | -------------- | ---------------------------- | ----------------- | ------ |
| Mondo       | 16 aprile 2021 | Download digitale, streaming | Ministry of Sound | [ 20 ] |
| Stati Uniti | 20 aprile 2021 | Contemporary hit radio       | Epic              | [ 21 ] |
| Regno Unito | 30 aprile 2021 | Contemporary hit radio       | Ministry of Sound | [ 22 ] |